# Finlandé
Finlandé est une commune rurale située dans le département de Péni de la province du Houet dans la région des Hauts-Bassins au Burkina Faso.

## Géographie
Finlandé se trouve à 24 km au sud-ouest du centre de Bobo-Dioulasso, au pied de la falaise de Banfora.
La commune est traversée par la route nationale 7. Bien que traversée également par la ligne de chemin de fer allant à Ouagadougou, Finlandé ne possède ni gare, ni halte ferroviaire ; l'arrêt le plus proche est celui de la gare de Péni ou de la gare de Darsalamy, tous deux équidistants.

## Éducation et santé
Le centre de soins le plus proche de Finlandé est le centre de santé et de promotion sociale (CSPS) de Péni.